# Ter Poorten
Ter Poorten is een stedelijke basisschool in Lissewege, een deelgemeente van de Belgische stad Brugge. Ze maakt deel uit van de Brugse scholengemeenschap die alle gemeentelijk onderwijs van Brugge groepeert. De school heeft een kleuter- alsook lagere afdeling.
De school werd opgericht in 1828 als gemeentelijke jongensschool en bevond zich toen vlak bij de markt in een voormalige herberg, het Sint-Jacobshuis, dat werd verpacht. Het gebouw deed ook als onderwijzerswoning dienst. Hiernaast werd in 1850 een nieuwe gemeenteschool gebouwd. Op de locatie van het Sint-Jacobshuis staat nu een pand uit 1869. Later verhuisde de school wegens plaatsgebrek naar een gebouw aan de Stationsstraat, met een aparte afdeling voor jongens en meisjes. De gemeentelijke meisjesschool werd in 1891 afgeschaft. In 1881 hadden twee Ruddervoordse kloosterzusters een katholieke school opgericht, waar men voortaan de meisjes naartoe stuurde. De jongens stuurde men naar de gemeenteschool. De gebouwen aan de Stationsstraat dateren uit de periode 1920-1930. Het ingangsgebouw aan de straatkant dateert uit 1927. Daarnaast bevond zich ook de directeurswoning, volgens jaarstenen gedateerd "ANNO 1922". De panden werden in een historiserende stijl opgetrokken. De onderwijzerswoning van de meisjesschool zou later als gemeentehuis van Lissewege dienstdoen. De school zelf is nog steeds in de Stationsstraat gevestigd.